# Saint-Saturnin-de-Lenne
Saint-Saturnin-de-Lenne (okzitanisch: Sent Adornin) ist eine französische Gemeinde mit 325 Einwohnern (Stand: 1. Januar 2022) im Département Aveyron in der Region Okzitanien (vor 2016 Midi-Pyrénées). Sie gehört zum Arrondissement Rodez und zum Kanton Tarn et Causses. Die Einwohner werden Saint-Saturninois genannt.

## Geographie
Saint-Saturnin-de-Lenne liegt im Tal des Flusses Lot im südlichen Zentralmassiv, zwischen der Hochebene Causse de Sévérac im Süden und der Aubrac im Norden. Die Landschaft ringsum wird auch Pays d’Olt genannt. Das Gemeindegebiet gehört zum Regionalen Naturpark Grands Causses. Umgeben wird Saint-Saturnin-de-Lenne von den Nachbargemeinden La Capelle-Bonance im Norden, Campagnac im Osten, Sévérac d’Aveyron im Süden und Südwesten, Saint-Martin-de-Lenne im Westen sowie Saint Geniez d’Olt et d’Aubrac im Nordwesten.
Der Bahnhof in der Gemeinde wird von Zügen auf der Bahnstrecke Béziers–Neussargues bedient.

## Einwohnerentwicklung
| Jahr                       | 1962 | 1968 | 1975 | 1982 | 1990 | 1999 | 2006 | 2019 |
| Einwohner                  | 520  | 505  | 457  | 406  | 379  | 365  | 353  | 284  |
| Quellen: Cassini und INSEE |      |      |      |      |      |      |      |      |

## Sehenswürdigkeiten
- Kirche Saint-Saturnin aus dem 13./14. Jahrhundert mit Umbauten aus dem 19. Jahrhundert, seit 1924 Monument historique
- Reste des Schlosses von La Roque-Valzergues

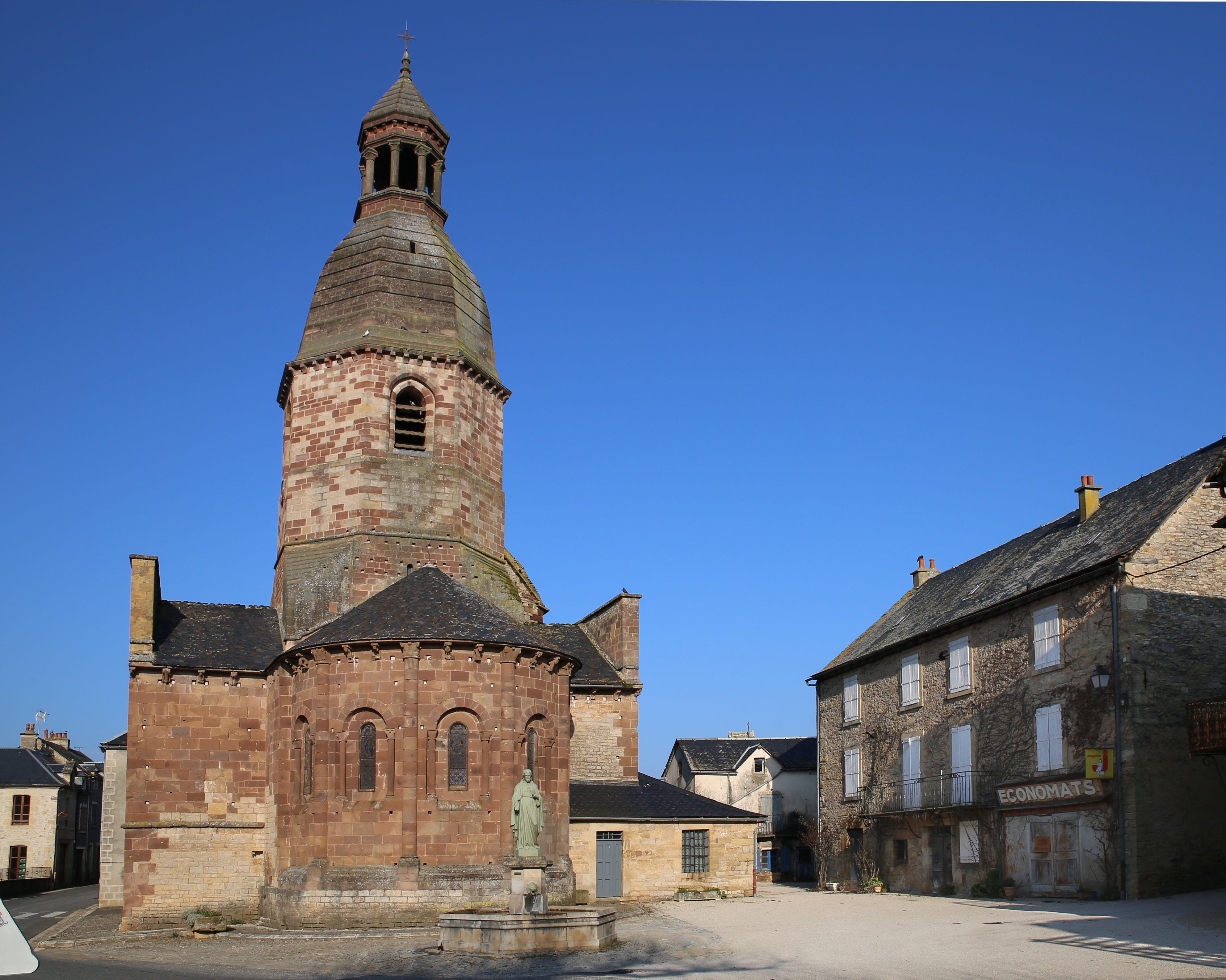
Kirche Sainte-Foy